# Entephria variocingulata
Entephria variocingulata är en fjärilsart som beskrevs av Franz Dannehl 1927. Entephria variocingulata ingår i släktet Entephria och familjen mätare. Inga underarter finns listade i Catalogue of Life.